# The Bear Quartet

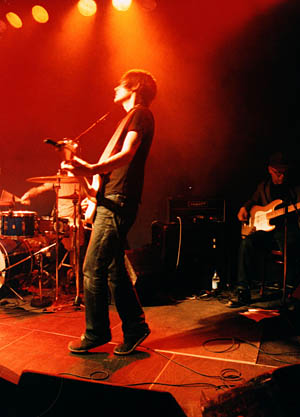
The Bear Quartet

The Bear Quartet war eine schwedische Rockgruppe, die auf Englisch gesungen hat. 

## Geschichte

### Gründungsphase
The Bear Quartet gründeten sich 1989 in Luleå. Seit dem Debütalbum 1992 erschienen insgesamt schon 12 Alben. Die Bandbesetzung änderte sich häufig im Laufe der Jahre, doch der Kern bestand immer aus Mattias Alkberg, Jari Haapalainen und Peter Nouttaniemi, die auch die überwiegende Zahl der Songs verfasst haben.
In den ersten Jahren der Band war ihr Sound noch stark durch den Indiepop-E-Gitarrensound der 90er geprägt. Drei Gitarristen sorgten live und im Studio für viel Distortion.
Mitte der 90er Jahre flossen auch punkige und sehr stark elektronische Elemente in den Sound ein. Allerdings geriet die Band nie in den Verdacht, Synthiepop zu machen. Dazu waren ihre elektronischen Gehversuche viel zu verspielt. Die Band behauptet von sich, dass jedes Album eine Reaktion auf den Vorgänger sei. So lassen sich auch die vielen Wandlungen erklären, die der Sound der Band seit 1989 durchmachte, ohne jedoch jemals an der melancholisch-glückseligen Grundstimmung zu rütteln.

### Die 1990er Jahre
1997 erschien die Platte „Moby Dick“, die sehr poppig daherkam und stark vom Countrypop beeinflusst war. Schwedische Musikjournalisten beschrien schon den großen Durchbruch, doch die Band wollte sich auf die Marketingstrategien der großen Plattenfirmen und Fernsehsender nicht einlassen. So vermarkten und vertreiben sie sich bis heute über ihre Independent-Label A West Side Fabrication selbst. Die Texte zur Popmusik waren dann auch, noch ausdrücklicher als bisher, linkspolitische Statements, die, nach Meinung der Band, durch einen Ausverkauf unglaubwürdig würden.

### Die 2000er Jahre
2002 erschien „Ny våg“. Ein Album, das punkige Songs mit feministischen Botschaften verknüpfte, und auf dem sich die Band Raum für minutenlange Instrumentalimprovisationen nahm. „Angry Brigade“ aus dem folgenden Jahr sorgte erneut für Lobhudeleien in der Musikpresse. Das Album enthält fast durchweg radiotaugliche Stücke aller Tempi und Tonlagen. 2005 erschien das Album „Saturday Night“, das mit dem Song „Death To The Bear Quartet“ endet. 
Auf ihrem 2000er Album „My War“ sangen sie „You can’t keep us down – the left side is the right side“..
So erschien nun auch im Jahr 2006 das futuristisch-apokalyptisch angehauchte „Eternity Now“, das zeitweise als „Synth Metal Progrock Fusion“ beschrieben werden könnte.
2009 wurde ihr 15. Studioalbum „89“ veröffentlicht, das zum 20-jährigen Bestehen der Band erschien.

### Auflösung
Die Band spielte ihr letztes Konzert am 30. Juli 2010 auf dem Storsjöyran Festival in Östersund. Am 12. September 2010 wurde dann das letzte Album „Monty Python“ veröffentlicht, woraufhin die Band sich auflöste.

## Nebenprojekte und Aussicht
Die Mitglieder der Band sind darüber hinaus in vielen anderen schwedischen Musikprojekten Beschäftigt. Singer/ Songwriter Mattias Alkberg erhielt gar einen Literaturpreis für seine Prosa, die zum Großteil von dem Missverhältnis von räumlicher Freiheit und geistiger und sozialer Beschränktheit im dünnbesiedelten Norden Schwedens erzählt.
Aufgrund ihrer relativen Unbekanntheit sind sie auf Tour zumeist nur in Skandinavien zu sehen.

## Diskografie
Studioalben
(Marotte der Band: Alle Album-Titel bestehen aus zwei Wörtern, von denen das erste jeweils auf-y endet.)
- Penny Century (1992)
- Cosy Den (1993)
- Family Affair (1993)
- Everybody Else (1995)
- Holy Holy (1995)
- Moby Dick (1997)
- Personality Crisis (1998)
- My War (2000)
- Gay Icon (2001)
- Ny våg (2002)
- Early Years (2002) – Doppelalbum mit Songs der Jahre 1989–1996 sowie den Peel-Sessions
- Angry Brigade (2003)
- Saturday Night (2005)
- Eternity Now (2006)
- 89 (2009)
- Monty Python (2010)